# Morgan Tuck
Morgan Tuck, née le 30 avril 1994 à Grand Rapids (Michigan), est une joueuse américaine de basket-ball.

## Biographie
À la Bolingbrook High School (Illinois), elle cumule 2 342 points, 948 rebonds et 167 passes décisives pour 110 victoires et seulement 9 défaites. Elle remporte trois titres AAAA consécutifs (2009, 2010 et 2011) manquant de peu le quadruplé en 2012 (moyennes de 27,7 points et 10,2 rebonds en senior) après un revers contre le futur champion après quatre prolongations. Elle est élue Freshman of the Year par ESPN Rise en 2009, puis Sophomore en 2010. Elle est élue Ms. Basketball de l'Illinois deux fois, en freshman et en senior, partageant l'honneur d'une double distinction avec Cappie Pondexter et Candace Parker. En 2012, elle est retenue dans la Women's Basketball Coaches Association High School Coaches' All-America Team qui rassemble les vingt meilleurs lycéennes du pays. Lors de la rencontre, elle inscrit 8 points,.
Elle effectue son cursus universitaire aux Huskies du Connecticut où elle remporte quatre fois le titre NCAA.
Elle est le troisième choix de la draft WNBA 2016 par le Sun du Connecticut.
Elle se blesse au genou fin août 2016 contractée face au Dream d'Atlanta ce qui met un terme prématuré à sa première saison WNBA après 26 rencontres dont 3 titularisations pour un total de 74 rebonds et 29 passes décisives (7,0 points et 2,8 rebonds). Elle inscrit 17 paniers primés avec un record personnel à 20 points (8 tirs réussis sur 10) face au Storm de Seattle le 10 juin 2016. Elle figure dans le cinq premières rookies au scoring et au rebond.
Pour 2017-2018, elle joue en Chine avec Shaanxi Tianze.
En mars 2021, elle annonce sa retraite sportive en raison de problèmes au genou.

## Équipe nationale
Elle est retenue dans l'équipe U17 en 2010 dont elle est co-capitaine avec Breanna Stewart. Lors du Mondial U17 disputé en France à Rodez et Toulouse, Tuck débute cinq des huit rencontres, toutes remportées par les Américaines. Elle dispute le Mondial U19 l'année suivante à Puerto Montt au Chili. Elle débute cinq des neuf rencontres. L'équipe perd une rencontre face au Canada, mais finit par remporter la médaille d'or. En août 2012, elle est membre de l'équipe U18 qui dispute le championnat des Amériques à Gurabo à Porto Rico. après des tours préliminaires aisés, les USA affrontent le Canada en demi-finales. Tuck réussit neuf de ses douze tirs pour un total de 22 points et une victoire 95 à 46. Malgré un début de rencontre difficile, les Américaines s'imposent en finale 71 à 47 face aux Brésiliennes avec 15 points de Tuck. Elle est meilleure marqueuse du tournoi avec 17.8 points de moyenne.
En 2013, Tuck et ses coéquipières des Huskies Moriah Jefferson et Breanna Stewart remportent Mondial U19 tenu à Klaipėda et Panevėžys en Lituanie e  n juillet 2013.
Elle est membre de la sélection américaine qui remporte la Coupe du monde 2018 en enchaînant six rencontres sans défaite en Espagne.

## Clubs
- 2008-2012 :  Bolingbrook High School
- 2012-2016 :  Huskies du Connecticut

WNBA
- 2016-2019 :  Sun du Connecticut
- 2020 :  Storm de Seattle

## Palmarès
- Championne AAAA 2009, 2010 et 2011
- Championne NCAA 2013, 2014, 2015 et 2016
- Médaillée d'or au Mondial U19 de 2013
- Médaille d'or avec les 18 ans et moins 2012
- Médaille d'or avec les 19 ans et moins 2011
- Médaille d'or avec les 17 ans et moins 2010
- Médaille d’or de la Coupe du monde 2018[19]
- Championne WNBA 2020[20]

## Distinctions individuelles
- 2012—Parade All-American[21]
- 2012—McDonald’s High School All-American[22]
- 2012—WBCA High School All-American[23],[6]
- 2012—Gatorade Illinois Girls Basketball Player of the Year[24]
- 2012—MaxPreps All-America first team[23]
- 2012—USA Today All-USA first team[25]
- 2012—Illinois Ms. Basketball[26]
- 2011-12 Herald-News Girls Basketball Player of the Year[2]
- 2011—USA Today All-USA third team[23]
- 2010—USA Today All-USA second team[23]
- 2010—ESPN Rise Sophomore of the Year[4]
- 2009—Illinois Ms. Basketball[23]
- 2009—ESPN Rise Freshman of the Year[4]

## Statistiques aux Huskies
Source
| Saison    | Équipe      | GP  | Points | FG%  | 3P%  | FT%  | RPG | APG | SPG | BPG | PPG  |
| 2012-2013 | Connecticut | 35  | 225    | 45.4 | 28.9 | 66.7 | 3.4 | 1.3 | 0.5 | 0.3 | 6.4  |
| 2013-2014 | Connecticut | 8   | 60     | 49.0 | 41.2 | 55.6 | 2.4 | 1.0 | 0.5 | 0.1 | 7.5  |
| 2014-2015 | Connecticut | 39  | 562    | 59.6 | 29.2 | 75.0 | 5.5 | 2.9 | 0.8 | 0.3 | 14.4 |
| 2015-2016 | Connecticut | 33  | 451    | 51.6 | 32.2 | 78.8 | 5.7 | 3.5 | 0.8 | 0.3 | 13.7 |
| Carrière  | Connecticut | 115 | 1298   | 53.5 | 31.2 | 73.7 | 4.7 | 2.5 | 0.7 | 0.3 | 11.3 |